# Prvenstvo Hrvatske u boćanju 2003.
Prventvo Hrvatske u boćanju za 2003. godinu je drugi put zaredom osvojila Istra iz Poreča.

## Prva liga
| mj. | klub                            | ut. | pob. | ner. | por. | poen+ | poen- | bod. |
| --- | ------------------------------- | --- | ---- | ---- | ---- | ----- | ----- | ---- |
| 1.  | Istra (Poreč)                   | 16  | 14   | 0    | 2    | 258   | 94    | 28   |
| 2.  | Benčić GMT (Rijeka)             | 16  | 12   | 0    | 4    | 225   | 127   | 24   |
| 3.  | Zrinjevac (Zagreb)              | 16  | 12   | 0    | 4    | 224   | 128   | 24   |
| 4.  | Podhum KWSO (Grobnik - Dražice) | 16  | 7    | 1    | 8    | 180   | 172   | 15   |
| 5.  | Metković (Metković)             | 16  | 7    | 0    | 9    | 167   | 185   | 14   |
| 6.  | Zlatni Otok (Hvar)              | 16  | 6    | 0    | 10   | 155   | 197   | 12   |
| 7.  | Uljanik (Pula)                  | 16  | 6    | 0    | 10   | 139   | 213   | 12   |
| 8.  | Komiža (Komiža)                 | 16  | 4    | 1    | 11   | 135   | 217   | 9    |
| 9.  | Gorčina (Omiš)                  | 16  | 3    | 0    | 13   | 107   | 245   | 6    |

## Druga liga

### Sjever
| mj. | klub                      | ut. | pob. | ner. | por. | poen+ | poen- | bod. |
| --- | ------------------------- | --- | ---- | ---- | ---- | ----- | ----- | ---- |
| 1.  | Trio Granding Kuk (Buzet) | 14  | 13   | 0    | 1    | 232   | 76    | 26   |
| 2.  | Marčelji (Viškovo)        | 14  | 10   | 1    | 3    | 185   | 123   | 21   |
| 3.  | Santa Domenika (Kaštelir) | 14  | 8    | 0    | 6    | 157   | 151   | 16   |
| 4.  | Lovran (Kastav - Lovran)  | 14  | 5    | 1    | 8    | 144   | 164   | 11   |
| 5.  | Dubrava (Zagreb)          | 14  | 5    | 0    | 9    | 146   | 162   | 10   |
| 6.  | Belišće (Belišće)         | 14  | 5    | 0    | 9    | 119   | 189   | 10   |
| 7.  | Kijevo (Zagreb)           | 14  | 5    | 0    | 9    | 117   | 191   | 10   |
| 8.  | Vežica (Rijeka)           | 14  | 4    | 0    | 10   | 132   | 176   | 8    |

### Jug
| mj. | klub                                 | ut. | pob. | ner. | por. | poen+ | poen- | bod. |
| --- | ------------------------------------ | --- | ---- | ---- | ---- | ----- | ----- | ---- |
| 1.  | Hidroelektrana Dubrovnik (Dubrovnik) | 14  | 12   | 1    | 1    | 203   | 105   | 25   |
| 2.  | Otok (Otok)                          | 14  | 10   | 0    | 4    | 185   | 123   | 20   |
| 3.  | Solaris (Šibenik - Zablaće)          | 14  | 10   | 0    | 4    | 180   | 128   | 20   |
| 4.  | Nada (Split)                         | 14  | 8    | 0    | 6    | 185   | 123   | 16   |
| 5.  | Trilj (Trilj)                        | 14  | 4    | 2    | 8    | 147   | 161   | 10   |
| 6.  | Šarić Struga (Rogotin)               | 14  | 4    | 1    | 9    | 132   | 176   | 9    |
| 7.  | Bistrina (Topolo)                    | 14  | 3    | 1    | 10   | 100   | 208   | 7    |
| 8.  | Hajduk (Pridraga)                    | 14  | 2    | 1    | 11   | 100   | 208   | 5    |

## Treća liga

### Sjever
| mj. | klub                          | ut. | pob. | ner. | por. | poen+ | poen- | bod. |
| --- | ----------------------------- | --- | ---- | ---- | ---- | ----- | ----- | ---- |
| 1.  | Ante Starčević (Zagreb)       | 14  | 13   | 0    | 1    | 228   | 80    | 26   |
| 2.  | Zagreb (Zagreb)               | 14  | 10   | 1    | 3    | 186   | 122   | 21   |
| 3.  | Brezik (Brezik Našički)       | 14  | 7    | 2    | 5    | 171   | 137   | 16   |
| 4.  | Mladost Cestorad (Vinkovci)   | 14  | 7    | 1    | 6    | 154   | 154   | 15   |
| 5.  | Hrvatski dragovoljac (Zagreb) | 14  | 7    | 1    | 6    | 153   | 155   | 15   |
| 6.  | HEP (Zagreb)                  | 14  | 6    | 0    | 8    | 157   | 151   | 12   |
| 7.  | Dubec (Zagreb)                | 14  | 1    | 2    | 11   | 107   | 201   | 5    |
| 8.  | Flora (Zagreb)                | 14  | 1    | 1    | 12   | 76    | 232   | 3    |

### Zapad
| mj. | klub                    | ut. | pob. | ner. | por. | poen+ | poen- | bod. |
| --- | ----------------------- | --- | ---- | ---- | ---- | ----- | ----- | ---- |
| 1.  | Marinići (Viškovo)      | 14  | 11   | 0    | 3    | 203   | 105   | 22   |
| 2.  | Olimpija (Pula)         | 14  | 11   | 0    | 3    | 203   | 105   | 22   |
| 3.  | Mario Gennari (Rijeka)  | 14  | 7    | 1    | 6    | 157   | 151   | 15   |
| 4.  | Lošinj 90 (Mali Lošinj) | 14  | 7    | 1    | 6    | 153   | 155   | 15   |
| 5.  | Usluga (Pazin)          | 14  | 7    | 0    | 7    | 162   | 146   | 14   |
| 6.  | Trsat (Rijeka)          | 14  | 7    | 0    | 7    | 144   | 164   | 14   |
| 7.  | Srdoči (Rijeka)         | 14  | 4    | 0    | 10   | 114   | 194   | 8    |
| 8.  | Umag (Umag)             | 14  | 1    | 0    | 13   | 96    | 212   | 2    |

### Srednja Dalmacija
| mj. | klub                      | ut. | pob. | ner. | por. | poen+ | poen- | bod. |
| --- | ------------------------- | --- | ---- | ---- | ---- | ----- | ----- | ---- |
| 1.  | Povljana (Povljana)       | 14  | 11   | 0    | 3    | 183   | 125   | 22   |
| 2.  | Supetar (Supetar)         | 14  | 9    | 3    | 2    | 177   | 131   | 21   |
| 3.  | Imotska Krajina (Imotski) | 14  | 7    | 3    | 4    | 178   | 130   | 17   |
| 4.  | FINA (Split)              | 14  | 7    | 1    | 6    | 154   | 154   | 15   |
| 5.  | Šibenik (Šibenik)         | 14  | 6    | 0    | 8    | 145   | 163   | 12   |
| 6.  | Croatia (Šibenik)         | 14  | 5    | 1    | 8    | 157   | 151   | 11   |
| 7.  | Bili Brig (Zadar)         | 14  | 3    | 3    | 8    | 136   | 172   | 9    |
| 8.  | Mihovil (Šibenik)         | 14  | 1    | 3    | 10   | 101   | 207   | 5    |

### Jug
| mj. | klub                | ut. | pob. | ner. | por. | poen+ | poen- | bod. |
| --- | ------------------- | --- | ---- | ---- | ---- | ----- | ----- | ---- |
| 1.  | Ploče (Ploče)       | 14  | 9    | 0    | 5    | 170   | 138   | 18   |
| 2.  | Gromača (Dubrovnik) | 14  | 8    | 1    | 5    | 154   | 154   | 17   |
| 3.  | Rogotin (Rogotin)   | 14  | 7    | 0    | 7    | 166   | 142   | 14   |
| 4.  | Predolac (Metković) | 14  | 7    | 0    | 7    | 158   | 150   | 14   |
| 5.  | Komolac (Mokošica)  | 14  | 5    | 3    | 6    | 149   | 159   | 13   |
| 6.  | Postranje (Mlini)   | 14  | 6    | 1    | 7    | 146   | 162   | 13   |
| 7.  | Slaven (Gruda)      | 14  | 6    | 0    | 8    | 154   | 154   | 12   |
| 8.  | Slivno (Blace)      | 14  | 5    | 1    | 8    | 135   | 173   | 11   |